# Prayer (Pipeline-8-Album)
Prayer ist ein Jazzalbum der Formation Pipeline 8 unter der Leitung von Giancarlo Nino Locatelli und Gabriele Mitelli. Die am 27. und 28. November 2016 beim Festival Pisa Jazz im Teatro Sant’Andrea entstandenen Aufnahmen erschienen 2018 auf We Insist! Records.

## Hintergrund
Vielleicht würde es an der Unterschätzung des Komponisten Steve Lacy liegen, dass seiner Musik nicht viele Ehrungen zuteilwerden und man diese wenigen denen verdanke, die wie er sich dem Sopransaxophon verschrieben hätten, schrieb Neri Pollastri, der das Album in der italienischen Ausgabe von All About Jazz rezensierte. Das vorliegende Werk sei eine der seltenen Ausnahmen: Giancarlo Nino Locatelli wählt fünf Kompositionen von Lacy aus, fügt eine Improvisation („A Lacy Sunday“) und eine inspirierte Neuerfindung („(Around Blinks) Trikles“) hinzu und lässt sie von einem Oktett interpretieren, eine Formation, die sich nicht allzu sehr von derjenigen unterscheide, in der Lacy das gleichnamige Stück „Prayer“ gespielt hatte, das aus Anthem von 1989 stammt und ursprünglich von einem Nonett aufgeführt wurde. Nur, dass in der Formation Pipeline 8 das Sopransaxophon fehle (im Original „Prayer“ waren es sogar zwei, da Steve Potts es auch benutzte): Locatelli spielt hauptsächlich die Bassklarinette, flankiert von Sebi Tramontana an der Posaune und Gabriele Mitelli an der Taschentrompete und dem Flügelhorn, Instrumente, vor allem die letzten beiden, die nicht sehr präsent in Lacys Formationen waren. Die weiteren Musiker sind Alberto Braida (Piano), Gianmaria Aprile (Gitarre), Luca Tilli (Violoncello), Andrea Grossi (Kontrabass) und Cristiano Calcagnile (Schlagzeug, Perkussion).

## Titelliste
- Pipeline 8: Prayer (We Insist! Records WEIN-03)[2]

1. I Do not Believe 10:36
2. Traces 7:00
3. Joy 5:08
4. Prayer 11:34
5. The Rent 8:52
6. A Lacy Sunday 2:29 (Pipeline 8)
7. (Around Blinks) Trickles (Giancarlo Nino Locatelli) 12:27

Soweit nicht anders angegeben, stammen die Kompositionen von Steve Lacy.

## Rezeption
Die Ergebnisse dieser Sessions seien sehr interessant, auch dank der Arrangements, denen es nicht an Persönlichkeit mangele, meinte Neri Pollastri (All About Jazz). Außerdem würde es hier eine Überfülle an Perkussion geben; neben Cristiano Calcagnile spielen alle Musiker gelegentlich Perkussionsinstrumente. Dies sei auch ein neuer tonaler Kontext für die [Interpretation der] Musik des Maestro. Diese sei exzellent in Klang und Ausdrucksstärke, obwohl man angesichts des Großteils der Musik nicht viele Möglichkeiten für Soli erkennen könne; vielmehr werde in kollektiven oder jedenfalls pluralen Improvisationen operiert. Dennoch sei dies eine großartige Aufnahme, sowohl für sich selbst als auch für die künstlerische Bedeutung, die sie heute habe, „die Musik eines der einzigartigsten Musiker zu reproduzieren, die uns der Jazz auf nicht sklavische Weise geboten hat.“